# アストラスーパースターズ
『アストラスーパースターズ』（Astra Super Stars）は、1998年6月にサンソフトおよびテクモから発売された業務用対戦型格闘ゲーム（厳密には対戦アクション格闘ゲーム）。1998年8月6日にサンソフトからセガサターン版も発売された。開発はサンタクロースが担当。
キャッチコピーは、「空中対戦ボコスカアクション」。

## 概要
本作は、空中での対戦となっており、上下方向への移動が可能になっている。
本作は対戦型アクション格闘ゲームとして作られているが、コンセプトの「爽快ボコスカアクション」の通り、比較的簡単なプレイルールと操作を盛り込み初心者にも楽しめる娯楽性を重視している。同ジャンルの特徴である「コマンドによる必殺技」を廃し、6ボタンとレバー押し込みの組み合わせによる簡単な連続技がその最たるものとなっている。
また、スターランクというシステムを導入しており、タイムアップ時にどのくらい積極的かつ派手に戦ったかで勝敗が決まるようになっている。
他にも、CPU戦では対戦前の会話の選択肢により相手の強さが変化するシステムが導入されている。
アーケード、セガサターン版ともに流通量が少なかったため、入手が困難な状況となっている。

## 登場人物

### 通常キャラクター
レタス (LETTUCE)
キャッチコピー「天才冒険家」 / ステージサブタイトル「スカッとコンチクショー！」
出身：中の国、職業：冒険家、年齢：19才、性別：♂、身長：176cm、体重：69kg
本作の主人公。中の国出身の冒険家である青年。
マロン (MARON)
キャッチコピー 「見習い天使」 / ステージサブタイトル「歌わずにはいられない！」
出身：空中神殿、職業：天使みならい、年齢：16才、性別：♀、身長：161cm、体重：42kg
本作のヒロイン。天使見習いの少女。
ステラ (STELLA)
キャッチコピー「大魔法使い」 / ステージサブタイトル「伝説の大魔法使い」
出身：森の園、職業：魔法使い、年齢：1024才、性別：♀、身長：170cm、体重：51kg
胸の目立つ衣装を着た魔法使いの美女。見た目とは裏腹に高齢。フーリーとの仲は悪い。
サカモト (SAKAMOTO)
キャッチコピー「正義の鬼警官」 / ステージサブタイトル「鬼なれど、もののふ」
出身：東の国、職業：警官、年齢：30才、性別：♂、身長：196cm、体重：90kg
東の国の警官。本名は「坂本彦左衛門」。侍のような風貌をしている。
ルージュ (ROUGE)
キャッチコピー「プリティサンタ」 / ステージサブタイトル「小さなサンタクロース」
出身：北の国、職業：サンタクロース、年齢：10才、性別：♀、身長：131cm、体重：22kg
北の国から来たサンタクロースの少女。マロンの友人。
ココ (COCO)
キャッチコピー「タマネギ王子」 / ステージサブタイトル「ほわほわ王子様」
出身：西の都、職業：王子、年齢：13才、性別：♂、身長：145cm、体重：30kg
西の都の王子である少年。ステラに魔法を習った過去を持つ。
キュープ (CUPE)
キャッチコピー「南国の戦人」 / ステージサブタイトル「空腹戦士の昼下がり」
出身：南の島、職業：戦士、年齢：不明、性別：♂、身長：232cm、体重：169kg
南の島の戦士。カレー好きの禿頭の巨漢。
フーリー (FOOLY)
キャッチコピー「ギャングスター」 / ステージサブタイトル「グレイッシュ・ラプソディ」
出身：黒の街、職業：ギャングの幹部、年齢：不明、性別：♂、身長：201cm、体重：78kg
黒の街のギャングの幹部。

### ボスキャラクター
マイデビル (MY DEVIL)
キャッチコピー「心の悪魔」 / ステージサブタイトル「心の中の小さな悪魔」
人々の心の中の悪意が悪魔の姿をとったもの。CPU専用。ステージ8に登場し、ラウンド開始直前に使用キャラクターと同じ姿に変身する。
マイエンジェル (MY ANGEL)
キャッチコピー「心の天使」 / ステージサブタイトル「心の中の小さな天使」
人々の心の中の善意が天使の姿をとったもの。CPU専用。フーリー使用時にマイデビルの代わりに登場する。
サタン・ボルテ (SATAN VOLTE)
キャッチコピー「伝説の魔王」 / ステージサブタイトル「さあ、我を楽しませてくれ」
巨大な姿をした魔王。CPU専用。本作の最終ボスに相当するがボーナスステージ扱いで、敗北してもエンディング、勝利するとテストくんとの戦いに進む。
テストくん (TEST-KUN)
キャッチコピー「伝説の格闘家」 / ステージサブタイトル「旅立つキミの為に…」
線画の落書きのような姿をしている格闘家。サタン・ボルテを倒すとエキシビジョンマッチ扱いで登場する本作の真ボス。アーケード版ではCPU専用、セガサターン版のみVSモード限定でプレイヤー使用可能。